# Abadia de Monte Cassino
A Abadia de Monte Cassino situa-se no topo do monte homônimo, a 80 km a leste de Nápoles, na Itália.
Monte Cassino (hoje geralmente escrito Montecassino) é uma colina rochosa a cerca de 130 quilômetros (80 milhas) a sudeste de Roma, no Vale Latino, Itália, 2 quilômetros (1+1 ⁄ 4 milhas) a oeste de Cassino e a uma altitude de 520 m (1.710 pés). Sítio da vila romana de Casinum, é amplamente conhecido pela sua abadia, primeira casa da Ordem Beneditina, tendo sido instituída pelo próprio Bento de Núrsia por volta de 529. Foi para a comunidade de Monte Cassino que a Regra de São Bento foi composto.
O primeiro mosteiro em Monte Cassino foi saqueado pelos invasores lombardos por volta de 570 e abandonado. Do primeiro mosteiro quase nada se sabe. O segundo mosteiro foi estabelecido por Petronax de Brescia por volta de 718, por sugestão do Papa Gregório II e com o apoio do Lombardo Duque Romualdo II de Benevento. Estava diretamente sujeito ao papa e muitos mosteiros na Itália estavam sob sua autoridade. Em 883, o mosteiro foi saqueado pelos sarracenos e novamente abandonado. A comunidade de monges residiu primeiro em Teano e depois a partir de 914 em Cápua, antes de o mosteiro ser reconstruído em 949. Durante o período de exílio, as Reformas cluníacas foram introduzidas na comunidade.
Os séculos 11 e 12 foram a idade de ouro da abadia. Adquiriu um grande território secular em torno de Monte Cassino, a chamada Terra Sancti Benedicti ("Terra de São Bento"), que fortemente fortificada com castelos. Manteve boas relações com a Igreja do Oriente, recebendo inclusive patrocínio de imperadores bizantinos. Incentivou a arte e o artesanato, empregando artesãos bizantinos e islâmicos. Em 1057, o Papa Vitor II reconheceu o abade de Monte Cassino como tendo precedência sobre todos os outros abades. Muitos monges se tornaram bispos e cardeais, e três papas foram escolhidos da abadia: Estêvão IX (1057–58), Victor III (1086–87) e Gelásio II (1118-1119). Nesse período, a crônica do mosteiro foi escrita por dois deles, o cardeal Leão de Óstia e o diácono Pedro (que também compilou o cartulário ).
Por volta do século 13, o declínio do mosteiro havia se estabelecido. Em 1239, o imperador Frederico II guarneceu tropas nele durante sua guerra com o papado. Em 1322, o Papa João XXII elevou a abadia a bispado, mas este foi suprimido em 1367. Os edifícios foram destruídos por um terremoto em 1349, e em 1369 o Papa Urbano V exigiu uma contribuição de todos os mosteiros beneditinos para financiar a reconstrução. Em 1454, a abadia foi colocada em in commendam e em 1504 foi sujeita à Abadia de Santa Giustina em Pádua.
Em 1799, Monte Cassino foi novamente saqueado pelas tropas francesas durante as Guerras Revolucionárias Francesas. A abadia foi dissolvida pelo governo italiano em 1866. O edifício tornou-se um monumento nacional com os monges como guardiões de seus tesouros. Em 1944, durante a Segunda Guerra Mundial, foi o local da Batalha de Monte Cassino e o prédio foi destruído pelo bombardeio dos Aliados. Foi reconstruída após a guerra.
Após as reformas do Concílio Vaticano II, o mosteiro foi uma das poucas abadias territoriais remanescentes dentro da Igreja Católica. Em 23 de outubro de 2014, o Papa Francisco aplicou as normas do Motu proprio Ecclesia Catholica de Paulo VI (1976)  à abadia, removendo de sua jurisdição todas as 53 paróquias e reduzindo sua jurisdição espiritual à própria abadia - mantendo seu status como uma Abadia territorial. O antigo território da Abadia, exceto o terreno onde se situam a igreja abacial e o mosteiro, foi transferido para a diocese de Sora-Cassino-Aquino-Pontecorvo. Ao mesmo tempo, o Papa Francisco nomeou o padre Donato Ogliari como o novo abade que servirá como o 192º sucessor de São Bento. A partir de 2015, a comunidade monástica é composta por treze monges. Em 9 de janeiro de 2023 foi nomeado Antonio Luca Fallica como novo abade que servirá como o 193º sucessor de São Bento

## História

### História antiga

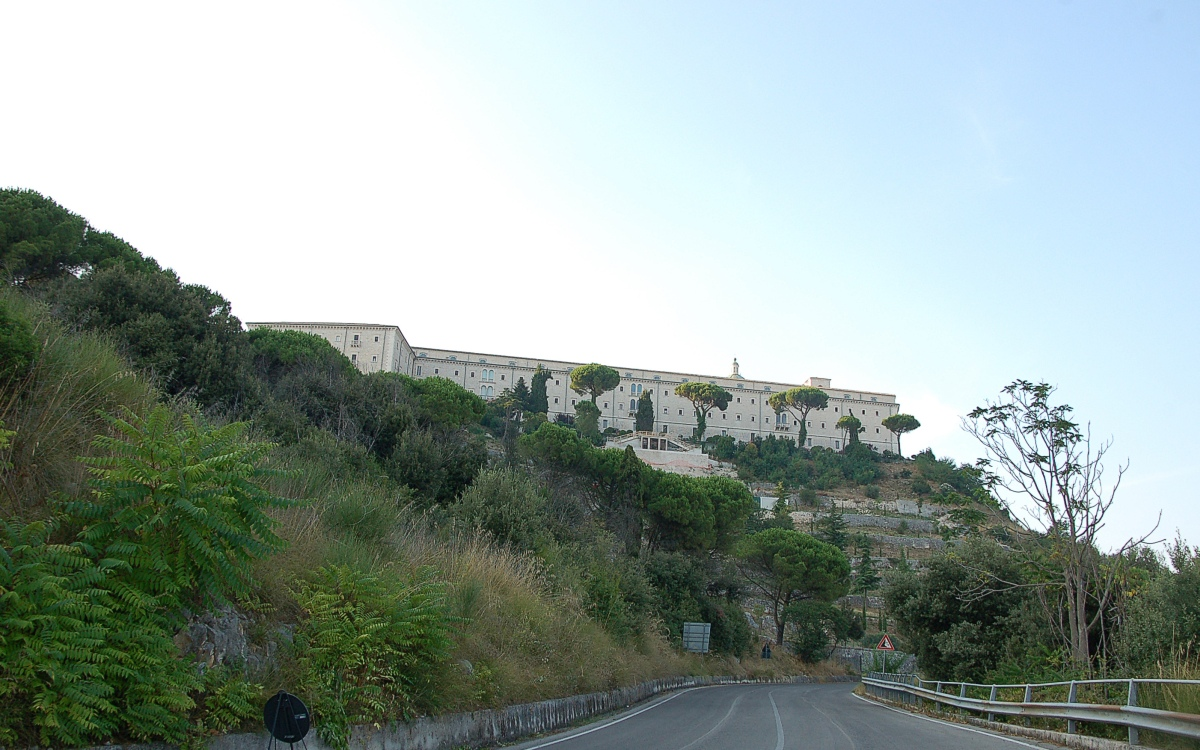
Penhasco na "alta montanha"

A história de Monte Cassino está ligada à cidade vizinha de Cassino, que foi fundada no século V aC pelo povo Volsci, que controlava grande parte da Itália central. Foram os Volsci quem primeiro construiu uma cidadela no cume do Monte Cassino. Os Volsci na área foram derrotados pelos romanos em 312 aC Os romanos renomearam o assentamento Casinum e construíram um templo para Apolo na cidadela. Escavações modernas não encontraram vestígios do templo, mas ruínas de um anfiteatro, um teatro e um mausoléu indicam a presença duradoura dos romanos ali.
Gerações depois que o Império Romano adotou o Cristianismo, a cidade tornou-se a sede de um bispado no século V d.C. Sem fortes defesas, a área foi sujeita a ataques bárbaros e foi abandonada e negligenciada com apenas alguns habitantes em dificuldades resistindo.

### Era de Bento (530–547)
De acordo com a hagiografia de Gregório Magno, Bento, Vida de São Bento de Núrsia, o mosteiro foi construído em um local pagão mais antigo, um templo de Apolo que coroava a colina. A biografia registra que a área ainda era amplamente pagã na época; O primeiro ato de Bento foi esmagar a escultura de Apolo e destruir o altar. Ele então reaproveitou o templo, dedicando-o a São Martinho, e construiu outra capela no local do altar dedicado a São João Batista.
O relato do Papa Gregório I sobre a tomada de Monte Cassino por Bento XVI:
Agora, a cidadela chamada Casinum está localizada na encosta de uma alta montanha. A montanha protege esta cidadela sobre um amplo banco. Em seguida, sobe três milhas acima dele, como se seu pico tendesse para o céu. Havia um antigo templo lá no qual Apolo costumava ser adorado de acordo com o antigo rito pagão pelos tolos fazendeiros locais. Em torno dele havia crescido um bosque dedicado à adoração de demônios, onde mesmo naquela época uma multidão selvagem ainda se dedicava a sacrifícios profanos. Quando [Bento] o homem de Deus chegou, ele quebrou o ídolo, derrubou o altar e cortou o bosque de árvores. Ele construiu uma capela dedicada a São Martinho no templo de Apolo e outra a São João onde ficava o altar de Apolo. E ele convocou o povo do distrito à fé por sua pregação incessante.

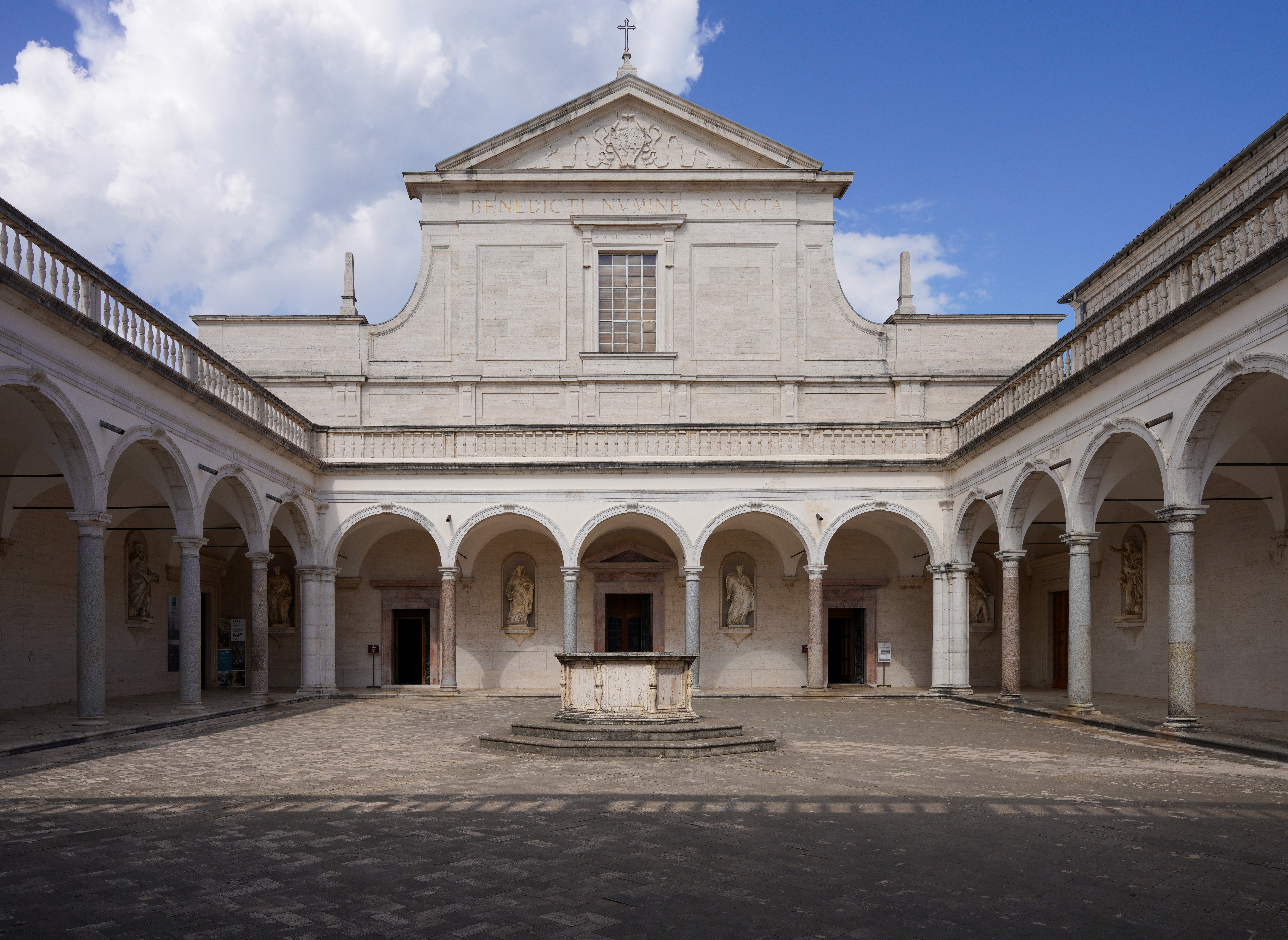
A fachada da igreja

A biografia de Bento pelo papa Gregório I afirma que Satanás se opôs aos monges que reaproveitaram o local. Em uma história, Satanás senta-se invisivelmente em uma rocha, tornando-a muito pesada para removê-la até que Bento o expulse. Em outra história, Satanás provoca Bento e depois derruba uma parede sobre um jovem monge, que é trazido de volta à vida por Bento. O Papa Gregório também relata que os monges encontraram um ídolo pagão de bronze ao cavar no local (que quando jogado na cozinha dava a ilusão de um incêndio até ser dissipado por Bento).
O arqueólogo Neil Christie observa que era comum nessas hagiografias que o protagonista encontrasse áreas de forte paganismo. O estudioso beneditino Terrence Kardong examina por que Bento não enfrentou uma oposição mais dura em sua tomada do local dos pagãos locais. Ele contrasta isso com a luta de 25 anos enfrentada por São Martinho de Tours no oeste da Gália por pagãos furiosos com seus ataques a seus santuários: "Na época de Bento, o paganismo estava em uma condição mais fraca na Europa Ocidental do que na A época de Martinho. E, é claro, deve ser lembrado que Martinho, como bispo, era um clérigo muito mais proeminente do que Bento. Este foi um episódio isolado e incomum na carreira monástica de Bento. Martinho, no entanto, foi expulso de seu mosteiro para o papel de um bispo missionário no século IV".
Estudiosos beneditinos (como Adalbert de Vogüé e Terrence Kardong) observam a forte influência de Sulpicius Severus ' Life of Martinsobre a biografia de Bento pelo Papa Gregório I, incluindo o relato de sua tomada de Monte Cassino. A violência de Bento contra um lugar sagrado pagão lembra tanto o ataque de Martin contra santuários pagãos gerações antes quanto a história bíblica da conquista de Israel entrando na Terra Santa (ver Êxodo 34:12–14). De Vogue escreve "esta montanha teve que ser conquistada de um povo idólatra e purificada de seus horrores diabólicos. E como conquistando Israel, Bento veio precisamente para realizar essa purificação. Sem dúvida, Gregório tinha esse modelo bíblico em primeiro lugar em sua mente, como é claro dos termos que ele usa para descrever a obra de destruição. Ao mesmo tempo, nem Gregório nem Bento poderiam ter esquecido a linha de ação semelhante tomada por São Martinho contra os santuários pagãos da Gália."
O relato do Papa Gregório I sobre Bento em Monte Cassino é visto pelos estudiosos como o cenário final para um épico iniciado em Subiaco. Em seu cenário anterior, Bento "mostrou duas vezes domínio completo sobre sua agressividade, Bento agora tem permissão para usá-la sem restrições a serviço de Deus". Os estudiosos observam que esse contraste marcante não é enfatizado por Gregório, mas ambos os cenários são retratados como parte de um único relato de batalha contra o mesmo inimigo demoníaco. Onde Satã se escondeu atrás de subalternos em Subiaco, em Monte Cassino ele deixa cair as máscaras para entrar em uma tentativa desesperada de impedir que uma abadia seja construída, e "que a única causa dessa erupção de ação satânica é a supressão do culto pagão no lugares altos."

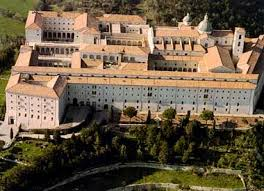
Abadia

Embora os estudiosos vejam algumas semelhanças entre a história do encontro de Bento com fenômenos demoníacos e aparições diabólicas em Monte Cassino com a história da tentação de Santo Antônio, o Grande, no deserto, a influência da história de São Martinho é dominante - com a resistência de Satanás substituindo a população pagã indignada de Martin. Ao contrário das histórias que podem ter influenciado a estrutura da biografia do papa Gregório, as vitórias de Bento são práticas, impedindo Satanás de interromper o trabalho na abadia de Monte Cassino. As orações de Bento são retratadas como a força motriz por trás da construção da abadia e dos triunfos sobre Satanás, por meio da oração: "Bento, o monge, arranca do diabo uma base bem determinada da qual ele nunca sai".Após a conclusão da abadia, as aparições de Satanás na história diminuem de volta ao mesmo nível de Subiaco: "Só após a morte do santo e com a permissão de Deus outros inimigos, os lombardos, conseguiriam saqueá-la". Uma vez estabelecido em Monte Cassino, Bento nunca mais saiu. Ele escreveu a Regra Beneditina que se tornou o princípio fundador do monasticismo ocidental, recebeu a visita de Tótila, rei dos Ostrogodos (talvez em 543, a única data histórica remotamente segura para Bento), e morreu lá. Segundo relatos, "Bento morreu no oratório de São Martinho e foi sepultado no oratório de São João".
A Regra de São Bento determinava as obrigações morais de cuidar dos enfermos. Assim, em Monte Cassino, São Bento fundou um hospital que hoje é considerado o primeiro na Europa da nova era. Os monges beneditinos cuidavam dos doentes e feridos de acordo com a Regra de Bento. A rotina monástica exigia trabalho árduo. O cuidado dos enfermos era um dever tão importante que aqueles que cuidavam deles eram obrigados a agir como se servissem a Cristo diretamente. Bento fundou doze comunidades para monges na vizinha Subiaco (cerca de 64 km a leste de Roma), onde também foram estabelecidos hospitais, como adjuntos dos mosteiros para fornecer caridade. Logo muitos mosteiros foram fundados em toda a Europa, e em todos os lugares havia hospitais como os de Monte Cassino.
O relato do Papa Gregório I sobre a construção de Bento foi confirmado por descobertas arqueológicas feitas após a destruição de 1944. Adalbert de Vogüé relata que "Foram encontrados vestígios dos oratórios de São Martinho e de São João Batista, com acréscimos do oitavo e XI, juntamente com as suas caves pré-cristãs. O primeiro que Bento construiu no próprio templo tinha apenas doze metros de comprimento e oito de largura. Disto, podemos inferir uma comunidade bastante pequena. O segundo oratório, no topo da montanha, onde o altar pagão ficava ao ar livre, tinha a mesma largura, mas um pouco mais (15,25 metros)."

### 580–884

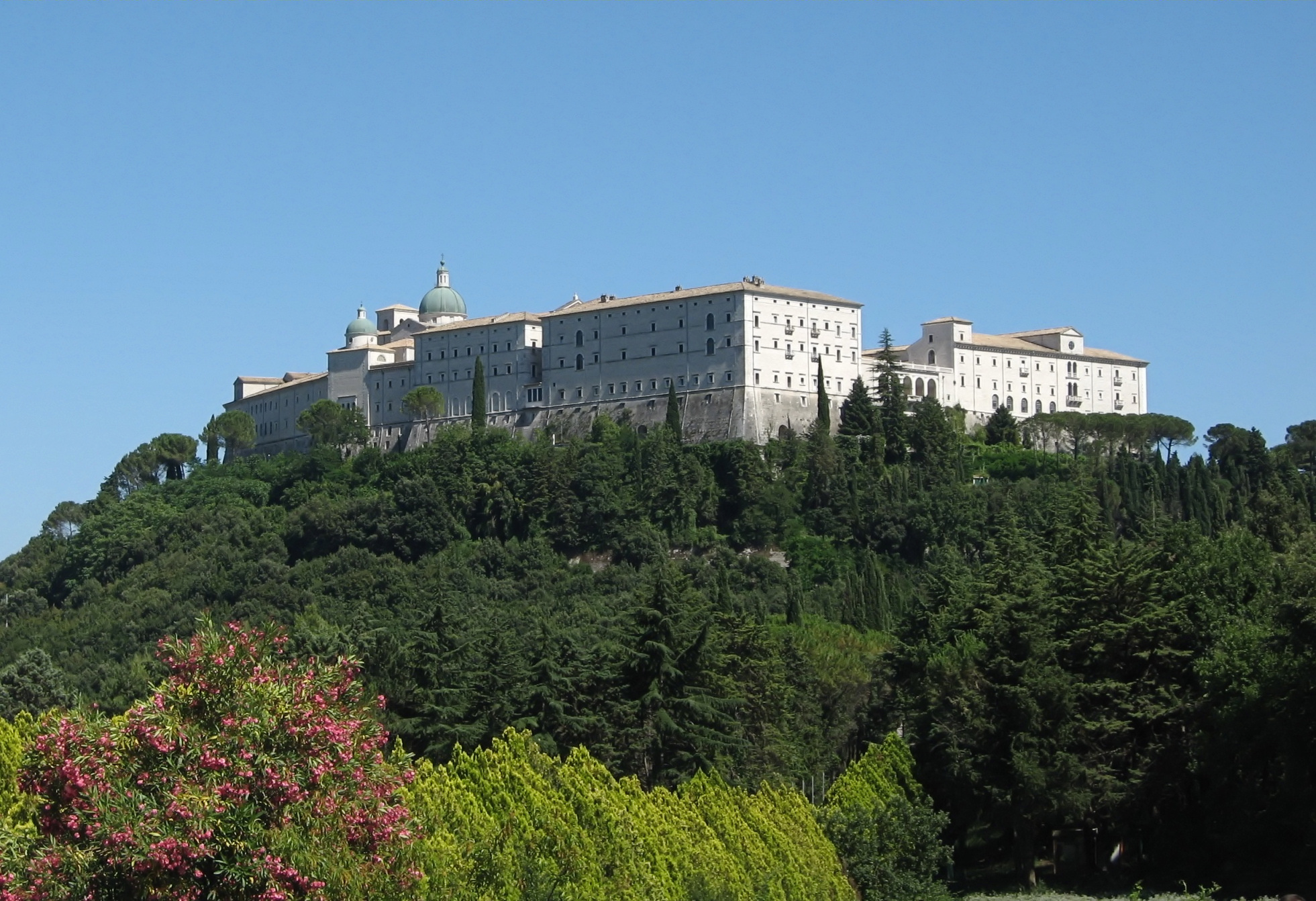
Promontório e abadia reconstruída após a Segunda Guerra Mundial

Monte Cassino tornou-se um modelo para desenvolvimentos futuros. Seu local de destaque sempre o tornou um objeto de importância estratégica. Foi saqueado ou destruído várias vezes. "Os primeiros a demoli-lo foram os lombardos a pé em 580; os últimos foram os bombardeiros aliados em 1944." Em 581, durante a abadia de Bonitus, os lombardos saquearam a abadia e os monges sobreviventes fugiram para Roma, onde permaneceram por mais de um século. Durante esse tempo, o corpo de São Bento foi transferido para Fleury, a moderna Saint-Benoît-sur-Loire, perto de Orleães, na França.
Um período florescente de Monte Cassino seguiu seu restabelecimento em 718 pelo abade Petronax, quando entre os monges estavam Carlomano, filho de Carlos Martel; Raquis, predecessor do rei lombardo Astolfo; e Paulo, o Diácono, o historiador dos lombardos.
Em 744, uma doação de Gisulfo II de Benevento criou a Terra Sancti Benedicti, as terras seculares da abadia, que estavam sujeitas ao abade e a ninguém mais exceto o papa. Assim, o mosteiro tornou-se a capital de um estado que compreendia uma região compacta e estratégica entre o principado lombardo de Benevento e as cidades-estados bizantinas da costa (Nápoles, Gaeta e Amalfi).
Em 884, os Sarracenos a saquearam e depois a incendiaram, e o abade Bertharius foi morto durante o ataque. Entre os grandes historiadores que trabalharam no mosteiro, neste período está Erchempert, cuja Historia Langobardorum Beneventanorum é uma crônica fundamental do Mezzogiorno do século IX.

### 1058–1505

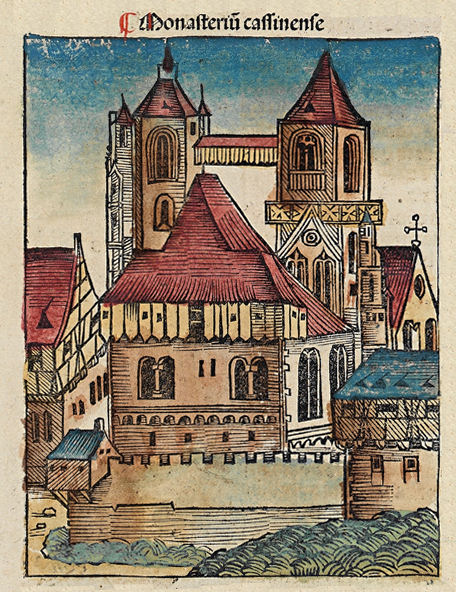
Xilogravura da abadia da Crônica de Nuremberg do final do século XV

Monte Cassino foi reconstruído e atingiu o ápice de sua fama no século 11 sob o abade Desiderius (abade 1058–1087), que mais tarde se tornou o papa Vitor III. Os monges que cuidavam dos pacientes em Monte Cassino precisavam constantemente de novos conhecimentos médicos. Então eles começaram a comprar e colecionar livros médicos e outros de autores gregos, romanos, islâmicos, egípcios, europeus, judeus e orientais. Como Nápoles está situada na encruzilhada de muitos mares da Europa, Oriente Médio e Ásia, logo a biblioteca do mosteiro se tornou uma das mais ricas da Europa. Todo o conhecimento das civilizações de todos os tempos e nações foi acumulado na Abadia da época. Os beneditinos traduziram para o latim e transcreveram preciosos manuscritos. O número de monges aumentou para mais de duzentos, e a biblioteca, os manuscritos produzidos noscriptorium e a escola de iluminadores de manuscritos tornaram-se famosos em todo o Ocidente. A escrita beneventana única floresceu lá durante o abado de Desidério. Monges lendo e copiando os textos médicos aprenderam muito sobre anatomia humana e métodos de tratamento, e então colocaram suas habilidades teóricas em prática no hospital do mosteiro. Nos séculos X-XI, Monte Cassino tornou-se o mais famoso centro cultural, educacional e médico da Europa, com uma grande biblioteca de medicina e outras ciências. Muitos médicos vieram para lá em busca de conhecimento médico e outros. É por isso que a primeira Escola Superior de Medicina do mundo logo foi aberta na vizinha Salernoque é considerada hoje como a primeira Instituição de Ensino Superior na Europa Ocidental. Esta escola encontrou sua base original na abadia beneditina de Monte Cassino ainda no século IX e depois se estabeleceu em Salerno. Assim, Montecassino e os beneditinos desempenharam um grande papel no progresso da medicina e da ciência na Idade Média e, com sua vida e obra, o próprio São Bento exerceu uma influência fundamental no desenvolvimento da civilização e da cultura européia e ajudou a Europa a sair do "noite escura da história" que se seguiu à queda do império romano.

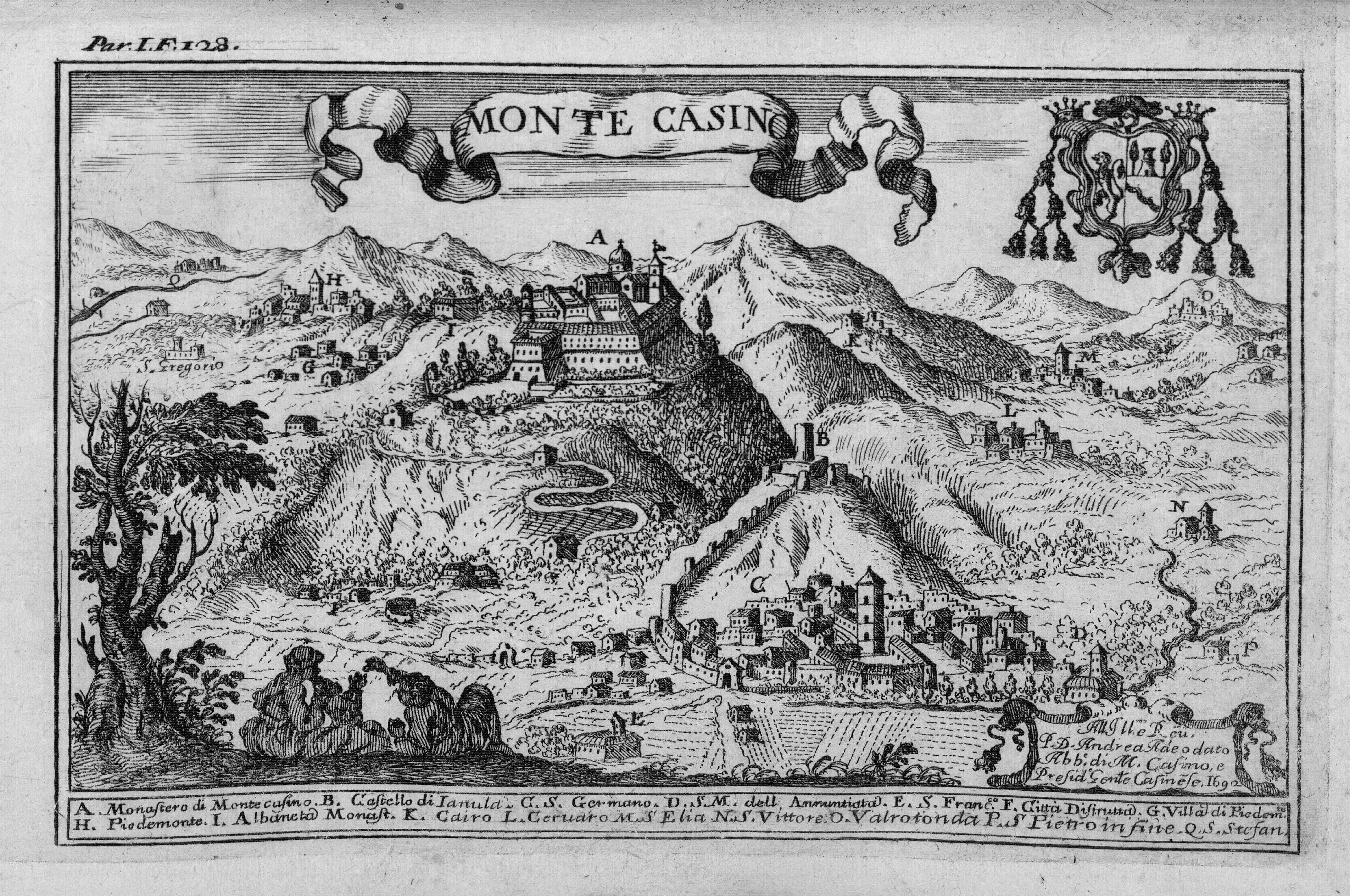
A abadia é retratada em Giovan Battista Pacichelli de 1703

Os edifícios do mosteiro foram reconstruídos no século 11 em uma escala de grande magnificência, artistas sendo trazidos de Amalfi, Lombardia e até Constantinopla para supervisionar as várias obras. A igreja da abadia, reconstruída e decorada com o maior esplendor, foi consagrada em 1071 pelo Papa Alexandre II. Um relato detalhado da abadia nesta data existe na Chronica monasterii Cassinensis de Leão de Óstia e Amado de Montecassino nos dá nossa melhor fonte sobre os primeiros normandos no sul.
O abade Desidério enviou emissários a Constantinopla algum tempo depois de 1066 para contratar mosaicistas bizantinos especializados para a decoração da reconstruída igreja da abadia. Segundo o cronista Leão de Ostia, os artistas gregos decoraram a abside, o arco e o vestíbulo da basílica. Seu trabalho foi admirado pelos contemporâneos, mas foi totalmente destruído nos séculos posteriores, exceto dois fragmentos representando galgos (agora no Museu Monte Cassino). “O abade em sua sabedoria decidiu que um grande número de jovens monges do mosteiro deveria ser totalmente iniciado nessas artes” – diz o cronista sobre o papel dos gregos no renascimento da arte do mosaico na Itália medieval.
O historiador da arquitetura Kenneth John Conant acreditava que a reconstrução de Desiderius incluía arcos pontiagudos e serviu como uma grande influência no desenvolvimento nascente da arquitetura gótica. O abade Hugo de Cluny visitou Monte Cassino em 1083 e, cinco anos depois, começou a construir a terceira igreja na Abadia de Cluny, que incluía arcos pontiagudos e se tornou um importante ponto de virada na arquitetura medieval.
Um terremoto danificou a abadia em 1349 e, embora o local tenha sido reconstruído, marcou o início de um longo período de declínio. Em 1321, o Papa João XXII fez da igreja de Monte Cassino uma catedral, e a independência cuidadosamente preservada do mosteiro da interferência episcopal chegou ao fim. Essa situação foi revertida pelo Papa Urbano V, um beneditino, em 1367. Em 1505, o mosteiro foi unido ao de Santa Justina de Pádua.

### 1799–presente
A abadia foi saqueada pelo Exército Revolucionário Francês em 1799. Com a dissolução dos mosteiros italianos em 1866, Monte Cassino tornou-se um monumento nacional. Durante a Batalha de Monte Cassino na Campanha da Itália da Segunda Guerra Mundial (janeiro-maio de 1944), a Abadia foi fortemente danificada. As forças militares alemãs haviam estabelecido a Linha Gustav de 161 quilômetros (100 milhas), a fim de impedir que as tropas aliadas avançassem para o norte. A própria abadia, no entanto, não foi inicialmente utilizada pelas tropas alemãs como parte de suas fortificações, devido à consideração do general Kesselring pelo monumento histórico. A Linha Gustav estendia-se do Mar Tirreno ao Costa do Adriático a leste, com o próprio Monte Cassino dominando a Rodovia 6 e bloqueando o caminho para Roma.
Em 15 de fevereiro de 1944, a abadia foi quase completamente destruída em uma série de ataques aéreos pesados liderados pelos americanos. O general Sir Harold Alexander, com o apoio de vários comandantes aliados, ordenou o bombardeio, que foi conduzido devido a vários relatórios de oficiais do Exército da Índia Britânica sugerindo que forças alemãs estavam ocupando o mosteiro; a abadia era considerada um importante posto de observação por todos aqueles que lutavam no campo. No entanto, durante o bombardeio, nenhuma tropa alemã estava presente na abadia. Investigações subsequentes descobriram que as únicas pessoas mortas no mosteiro pelo bombardeio foram 230 civis italianos que buscavam refúgio lá. Após o bombardeio, as ruínas do mosteiro foram ocupadas por alemães Pára-quedistas Fallschirmjäger da 1. Fallschirmjäger-Division, devido às ruínas proporcionarem excelente cobertura defensiva.
A Abadia foi reconstruída após a guerra. No início dos anos 1950, o presidente da República Italiana, Luigi Einaudi, deu um apoio considerável à reconstrução. O Papa Paulo VI consagrou a basílica reconstruída em 24 de outubro de 1964. Durante a reconstrução, a biblioteca da abadia foi instalada na Pontifícia Abadia de São Jerônimo na Cidade. Até que sua renúncia fosse aceita pelo Papa Francisco em 12 de junho de 2013, o abade territorial de Monte Cassino era Pietro Vittorelli. O boletim diário vaticano de 23 de outubro de 2014 anunciou que, com a nomeação de seu sucessor Donato Ogliari, o território da abadia fora das dependências imediatas do mosteiro foi transferido para a Diocese de Sora-Aquino-Pontecorvo, agora renomeada Diocese de Sora-Cassino- Aquino-Pontecorvo.

## Tesouros
Em dezembro de 1943, cerca de 1 400 códices manuscritos insubstituíveis, principalmente patrísticos e históricos, além de um grande número de documentos relativos à história da abadia e às coleções da Keats-Shelley Memorial House em Roma, foram enviados aos arquivos da abadia por segurança. Os oficiais alemães tenente-coronel Julius Schlegel (um católico romano) e o capitão Maximilian Becker (um protestante), ambos da Divisão Panzer Hermann Göring, os transferiram para o Vaticano no início da batalha.
Outro relato, no entanto, do autor revisionista Franz Kurowski, The History of the Fallschirmpanzerkorps Hermann Göring: Soldiers of the Reichsmarschall, observa que 120 caminhões foram carregados com bens monásticos e arte que foram armazenados lá por segurança. Robert Edsel (2006) é mais direto ao ponto sobre a pilhagem alemã. Os caminhões foram carregados e deixados em outubro de 1943, e apenas protestos "extenuantes" resultaram em sua entrega ao Vaticano, menos as 15 caixas que continham propriedade do Museu Capodimonte em Nápoles. Edsel continua observando que essas caixas foram entregues a Göring em dezembro de 1943, para "seu aniversário".

## Abades e enterros

### Enterros
- Papa Vitor III
- Cardeal Domenico Bartolini (1813-1887)
- Santo Apolinário, abade de Montecassino, dia de festa em 27 de novembro
- São Bento de Núrsia
- São Bertarius, abade de Montecassino
- Józef Gawlina, arcebispo e general da divisão
- João Gradenigo
- Santa Escolástica
- Sigelgaita de Salerno
- Carlomano (prefeito do palácio)
- Władysław Anders
- Membros do 2º Corpo de Exército polonês
- Pedro de Médici